# 菊池好凜子
菊池 好凜子（きくち よりこ、2018年〈平成30年〉11月4日 - ）は、日本の子役、声優、歌手。東京都出身。3人姉妹の長女。劇団コスモスを経て、テアトルアカデミーに所属。

## 出演

### 舞台
- 猫の配達員（2023年3月24日 - 25日、Artware hub KAKEHASHI MEMORIAL） - 子猫 役[1]
- オノマトペイント～ソラノカアリ～（2024年5月12日 - 15日、Artware hub KAKEHASHI MEMORIAL） - アカリ（6） 役[2]
- ジャッキーと不思議なオルゴール （2024年8月24日 - 25日、なかのZERO）[3]

猫の配達員（2025年6月21日 - 22日、Artware hub KAKEHASHI MEMORIAL）

### TV
- パニパニパイナ！（2018年7月15日 - 2020年6月21日、チャンネル銀河） - ヤンヤン 役
- パニパニパイナ！2（2020年7月12日 - 2022年6月19日、チャンネル銀河） - ヤンヤン 役、ビレジアンダンサー 役
- パニパニパイナ！3（2022年7月9日 - 現在放送中、チャンネル銀河） - ビレジアンダンサー 役
- ゆるかわメルちゃん（2025年4月3日 - 現在放送中、TOKYO MX） - 女の子（メルちゃんの持ち主） 役

### CM
- 乳酸菌生成エキス「ラクティス」（2024年、ビーアンドエス・コーポレーション）[4]

### 音楽
- 月の岬（2024年、舞台『月の岬』劇中歌）[5]
- ジングルベル（2024年、絵本『メリークリスマス！せかいのめいさくえほん★アドベントカレンダー』所収歌）[6]

### 書籍
- 366Happy's Babies Collection 2018-2020（2021年5月1日、Studio366） - モデル

### その他
- 奏出愛ワンマイライブ「ありがとうの1,000-sen-律」 - ダンサー、コーラス
- LOVST × mezzo piano - YouTubeモデル
- Rody - YouTubeモデル
- VOGUE italia collection - ランウェイモデル
- Gap Collection winter sns live 2022 - ランウェイモデル
- LOVST - ブックレットモデル
- Gap 2022 Autumn - ブックレットモデル
- VOGUE Italia 2022 - ブックレットモデル
- さいたまブロンコス - ハーフタイムショー[7][出典無効]
- アルバルク東京 - ハーフタイムショー[8][出典無効]